# Duns Scotus
Duns Scotus (latinul: Ioannes Duns Scotus, angolul: John Duns Scotus), nem használatos, de pontos fordítású magyar nevén Skót Duns János, 1993 óta Boldog Duns Scotus (Dunston, Northumberland [mások szerint: Dun, Írország], 1266 vagy 1274 – Köln, 1308. november 8.) középkori skót skolasztikus filozófus és teológus.

## Életpályája
A ferencesek közé lépett és Oxfordban tanult, ahol csakhamar annyira kitűnt, hogy amikor tanára Párizsba ment, ő helyettesítette a filozófia tanításában. 1307-ben teológiai doktorrá avatták Párizsban, ahol még ugyanabban az évben tanítani kezdett. Néhány hónappal később Kölnbe ment, ahol nemsokára meghalt.

## Munkássága

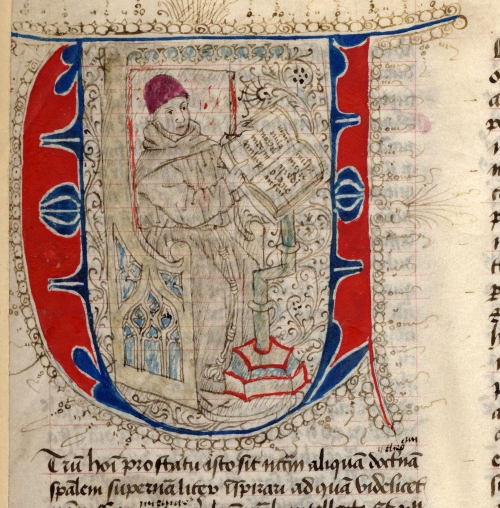
Duns Scotus középkori ábrázolása (14.–15. századi miniatúra)

Külön iskolának volt a megalapítója, melyet az ő nevéről szkotizmusnak neveztek, és amely ellentétben állt a tomizmussal, Aquinói Tamás filozófiájával. A szkotizmus ereje inkább a kritika, mint a pozitív alkotás; e kritika azonban nem lépi túl a skolasztika körét. Scotus is a filozófiát a teológia szolgájává teszi; szilárdan ragaszkodik a dogmákhoz, de szkeptikus a dogmák filozófiai bizonyítékai iránt. Jól mondták, hogy viszonya Aquinói Tamáshoz némileg hasonlít Kantnak Leibnitzhez való viszonyához. Scotus és Kant kritikai elmék, a teológiai tételek bizonyítékait lerontják, magukat a tételeket azonban elismerik. Mindkettő abban is egyezik, hogy ama tételeket, melyeknek bizonyításához az elméleti tudás gyöngének bizonyul, az erkölcsi akaratra alapítják, melynek elsőséget tulajdonítanak az elméleti ész felett. Nagy a különbség is, mert Scotusra nézve a legfőbb tekintély a katolikus egyház, Kantra nézve pedig a lelkiismeret szava. A teológia ezek után Scotus számára nem annyira tudomány, mint gyakorlati jellegű megismerés. Körét nagyon megszorítja és nemcsak a szentháromságot és az inkarnációt valamint a többi keresztény dogmákat, hanem a világnak semmiből való teremtését és az emberi lélek halhatatlanságát is azokhoz a dogmákhoz számítja, melyeket az ész nem bizonyíthat, hanem csak mint cáfolhatatlanokat és valószínűeket is föltüntethet, míg az isteni kinyilatkoztatás teszi őket bizonyosokká. A nominalizmus és realizmus harcában az utóbbinak fogja pártját. Az egyetemes a dolgok előtt van, mint forma Isten elméjében, a dolgokban, mint lényegük (quidditas), a dolgok után mint elménk által elvont fogalom. De a részletekben függetlenebb Arisztotelésztől, mint Tamás; sok platonikus és újplatonikus eszme hatolt gondolkodásába, főleg Avicebron Életforrása című műve révén. Másképp is meghatározza az egyetemesnek az egyénihez való viszonyát. Az egyetemeshez hozzá kell járulnia az egyéninek, vagy a skolasztikusok nyelvén a quidditashoz a haecceitasnak. Fontosabbak Scotus lélektani és etikai tételei, melyek közt a legfőbb: az akarat előbbre való az értelemnél. Tamás szerint isten a jót parancsolja, mert jó; Scotus szerint a jó azért jó, mert isten parancsolja. Elkeseredett harc tört ki a szkotisták és a tomisták között, amely főleg az immaculata conceptio (Scotus ennek a védője) körül vált legerősebbé.

## Tanítványai
A tanítványok közül megemlítendők Joh de Bassolis Antonius Andreae (doctor ordinatissimus), Franciscus de Mayronis (doctor illumanitus, vagy magister abstractionum) és a doctor planus et perspicuus Walter Burleigh.

## Művei
Összes műveinek kiadása, mely azonban mégsem teljes, megjelent 1639-ben Leidenben 12 kötetben, kiadója Lucas Wadding, aki L. életrajzát is hozzácsatolta.

### Magyarul
- Párizsi előadások a tudásról és az esetlegességről; ford. Ábrahám Zoltán; Kairosz, Bp., 2011 ISBN 9789636624903, 198 p.